# Canton de Poligny
Le canton de Poligny est une circonscription électorale française située dans le département du Jura et la région Bourgogne-Franche-Comté.

## Histoire
À la suite du redécoupage cantonal de 2014, les limites territoriales du canton sont remaniées. Le nombre de communes du canton passe de 28 à 45. Le canton de Poligny est constitué de communes des anciens cantons de Voiteur (19 communes), de Conliège (16 communes) et de Poligny (10 communes).

## Représentation

### Conseillers d'arrondissement (de 1833 à 1940)
Le canton de Poligny avait deux conseillers d'arrondissement.
Il appartenait à l'arrondissement de Poligny jusqu'à sa disparition en 1926.
| Période                                  | Période      | Identité                            | Étiquette      | Qualité |
| ---------------------------------------- | ------------ | ----------------------------------- | -------------- | --- |
| 1833                                     | 1842         | M. Guérillot                        |                | Propriétaire à Poligny                                                                                      |
| 1833                                     | 1836         | M. Poillevey                        |                | Propriétaire à Poligny                                                                                      |
| 1836                                     | 1846         | Eustache François Désiré Chevassu   |                | Notaire à Poligny                                                                                           |
| 1842                                     | 1845         | François Marie Gagneur (1765-1848)  |                | Avocat, propriétaire à Poligny                                                                              |
| 1845                                     | 1848         | M. Poillevey                        |                | Propriétaire à Poligny                                                                                      |
|                                          |              |                                     |                | |
| 1874                                     |              | Louis Hippolyte Bergère (1806-1880) | Républicain    | Ancien Sous-Préfet, pharmacien, adjoint au maire de Poligny                                                 |
|                                          | 1875 (décès) | M. Ligier                           | Républicain    | |
|                                          |              |                                     |                | |
| av.1892                                  | 1895         | M. Charbonnier                      |                | |
| av.1892                                  |              | Désiré Cottez dit le Jeune          | Républicain    | Propriétaire cultivateur à Besain                                                                           |
| 1895                                     | 1898         | Léon Raclet                         | Républicain    | Maire de Villers-les-Bois                                                                                   |
|                                          |              |                                     |                | |
| 1919                                     | 1931         | Henri Michaud                       | Rad.           | |
| 1919                                     | 1940         | Léon Raclet (1881-1967)             | Rad.           | Maire de Villers-les-Bois                                                                                   |
| 1931                                     | 1940         | M. Faussurier                       | SFIO puis Rad. | Conseiller municipal de Poligny                                                                             |
| 1940                                     |              |                                     |                | Les conseils d'arrondissement ont été suspendus par la loi du 12 octobre 1940 et n'ont jamais été réactivés |
| Les données manquantes sont à compléter. |              |                                     |                | |

### Conseillers généraux de 1833 à 2015
| Période | Période          | Identité                                      | Étiquette          | Qualité                                                                                                  |
| ------- | ---------------- | --------------------------------------------- | ------------------ | --- |
| 1833    | 1842 (décès)     | Jean-Louis Monnier                            | Centre             | Négociant à Lyon Député (1834-1837)                                                                      |
| 1842    | 1845 (démission) | Etienne Monnier-Jobez (1764-1849)             |                    | Maître de forges à Syam (Poligny)                                                                        |
| 1846    | 1848             | Eustache François Désiré Chevassu (1810-1869) | Républicain modéré | Propriétaire et notaire à Poligny, conseiller d'arrondissement                                           |
| 1848    | 1852             | Léon Raclet                                   | Républicain        | Propriétaire, maire de Villers-les-Bois                                                                  |
| 1852    | 1869 (décès)     | Eustache Chevassu                             | Républicain modéré | Notaire, propriétaire Maire de Poligny (1848-1869) Député (1848-1849)                                    |
| 1869    | 1880             | François Légerot                              | Républicain        | Docteur en médecine, maire de Poligny                                                                    |
| 1880    | 1898             | Alphonse Ligier                               | Républicain        | Docteur en médecine à Poligny                                                                            |
| 1898    | 1916 (décès)     | Léon Raclet (1855-1916)                       | Républicain        | Conseiller d'arrondissement, maire de Villers-les-Bois                                                   |
| 1916    | 1919             | siège vacant                                  |                    | |
| 1919    | 1934 (décès)     | Hyacinthe Friant                              | Rad.               | Ancien Directeur de l'Ecole nationale de Laiterie Maire de Poligny                                       |
| 1934    | 1934             | Louis Cartier (1886-1986)                     | URD                | Viticulteur, propriétaire du domaine du Sorbief à Arbois Négociant à Poligny                             |
| 1934    | 1940             | Henri Léculier                                | Rad.               | Médecin Député (1932-1936) Sénateur (1937-1941) Maire de Champrougier                                    |
|         |                  |                                               |                    | |
| 1943    | 1945             | Gaspard Dumont                                |                    | Conseiller municipal de Poligny Nommé conseiller départemental en 1943                                   |
|         |                  |                                               |                    | |
| 1945    | 1951             | Joseph Loye                                   | Rad.               | Professeur honoraire à Poligny                                                                           |
| 1951    | 1976             | Paul-Gaston Landry (1910-1998)                | CNIP puis CDP      | Praticienn vétérinaire Exploitant agricole                                                               |
| 1976    | 1982             | Jean-Paul Girod                               | PS                 | Tourneur sur bois, Poligny                                                                               |
| 1982    | 2000 (décès)     | Michel Meunier (1937-2000)                    | RPR                | Vétérinaire                                                                                              |
| 2000    | 2015             | Jean-François Gaillard                        | DVD puis UMP       | Directeur de travaux Maire-adjoint de Poligny Président de la Communauté de communes du comté de Grimont |

### Conseillers départementaux à partir de 2015
| Période élective | Période élective | Mandat | Mandat   | Identité             | Nuance | Nuance | Qualité |
| ---------------- | ---------------- | ------ | -------- | -------------------- | ------ | ------ | --- |
| 2015             | 2021             | 2015   | 2021     | Dominique Chalumeaux |        | LR     | Agriculteur Président de la Chambre d'Agriculture du Jura Ancien conseiller général du canton de Conliège 6ème Vice-Président du Conseil départemental |
| 2015             | 2021             | 2015   | 2021     | Christelle Morbois   |        | LR     | Professeur en génie alimentaire Adjointe au maire de Poligny Suppléante du député Jacques Pélissard jusqu'en 2017                                      |
| 2021             | 2028             | 2021   | en cours | Dominique Chalumeaux |        | LR     | Premier adjoint au maire de Verges, conseiller sortant Neuvième Vice-président chargé des routes, des véloroutes, des bâtiments et de l'aéroport       |
| 2021             | 2028             | 2021   | en cours | Christelle Morbois   |        | LR     | Conseillère sortante Dixième vice-présidente chargée de la transition énergétique, suppléante du sénateur Clément Pernot                               |

### Résultats détaillés

#### Élections de mars 2015
À l'issue du 1er tour des élections départementales de 2015, deux binômes sont en ballottage : Dominique Chalumeaux et Christelle Morbois (Union de la Droite, 36,73 %) et Bernard Coquet et Martine Riffiod (FN, 23,56 %). Le taux de participation est de 59,06 % (8 155 votants sur 13 808 inscrits) contre 56,35 % au niveau départemental et 50,17 % au niveau national.
Au second tour, Dominique Chalumeaux et Christelle Morbois (Union de la Droite) sont élus avec 71,39 % des suffrages exprimés et un taux de participation de 57,75 % (4 837 voix pour 7 974 votants et 13 807 inscrits).

#### Élections de juin 2021
Le premier tour des élections départementales de 2021 est marqué par un très faible taux de participation (33,26 % au niveau national). Dans le canton de Poligny, ce taux de participation est de 39,88 % (5 396 votants sur 13 530 inscrits) contre 35,65 % au niveau départemental. À l'issue de ce premier tour, deux binômes sont en ballottage : Dominique Chalumeaux et Christelle Morbois (Union à droite, 62,41 %) et Théodora Barreau Potier et Simon Philippe (DVG, 37,59 %).
Le second tour des élections est marqué une nouvelle fois par une abstention massive équivalente au premier tour. Les taux de participation sont de 34,36 % au niveau national, 37,47 % dans le département et 40,73 % dans le canton de Poligny. Dominique Chalumeaux et Christelle Morbois (Union à droite) sont élus avec 60,84 % des suffrages exprimés (3 070 voix pour 5 515 votants et 13 540 inscrits),,.

## Composition

### Composition avant 2015

Situation du canton de Poligny dans le département du Jura avant 2015.

Avant le redécoupage cantonal de 2014, le canton de Poligny comptait vingt-huit communes.
| Nom                 | Code Insee | Codepostal  | Superficie (km2) | Population (dernière pop. légale) | Densité (hab./km2) |
| ------------------- | ---------- | ----------- | ---------------- | --------------------------------- | ------------------ |
| Poligny (chef-lieu) | 39434      | 39800       | 51,48            | 4 158 (2012)                      | 81                 |
| Abergement-le-Petit | 39003      | 39800       | 1,52             | 38 (2012)                         | 25                 |
| Aumont              | 39028      | 39800       | 7,97             | 442 (2012)                        | 55                 |
| Barretaine          | 39040      | 39800       | 9,23             | 184 (2012)                        | 20                 |
| Bersaillin          | 39049      | 39800       | 13,90            | 397 (2012)                        | 29                 |
| Besain              | 39050      | 39800       | 12,84            | 152 (2012)                        | 12                 |
| Biefmorin           | 39054      | 39800       | 11,25            | 77 (2012)                         | 6,8                |
| Bonnefontaine       | 39065      | 39800       | 8,80             | 97 (2012)                         | 11                 |
| Brainans            | 39073      | 39800       | 7,07             | 161 (2012)                        | 23                 |
| Buvilly             | 39081      | 39800       | 6,00             | 369 (2012)                        | 62                 |
| Chamole             | 39094      | 39800       | 5,78             | 171 (2012)                        | 30                 |
| Champrougier        | 39100      | 39230       | 8,73             | 90 (2012)                         | 10                 |
| Le Chateley         | 39119      | 39230       | 4,67             | 88 (2012)                         | 19                 |
| Chaussenans         | 39127      | 39800       | 4,40             | 103 (2012)                        | 23                 |
| Chemenot            | 39136      | 39230       | 4,74             | 36 (2012)                         | 7,6                |
| Colonne             | 39159      | 39800       | 11,13            | 262 (2012)                        | 24                 |
| Fay-en-Montagne     | 39222      | 39800       | 6,26             | 82 (2012)                         | 13                 |
| Grozon              | 39263      | 39800       | 14,25            | 457 (2012)                        | 32                 |
| Miéry               | 39330      | 39800       | 7,67             | 154 (2012)                        | 20                 |
| Molain              | 39336      | 39800       | 11,50            | 123 (2012)                        | 11                 |
| Montholier          | 39354      | 39800       | 7,99             | 339 (2012)                        | 42                 |
| Neuvilley           | 39386      | 39800       | 4,07             | 80 (2012)                         | 20                 |
| Oussières           | 39401      | 39800       | 7,54             | 234 (2012)                        | 31                 |
| Picarreau           | 39418      | 39800       | 8,96             | 98 (2012)                         | 11                 |
| Plasne              | 39426      | 39210 39800 | 7,76             | 239 (2012)                        | 31                 |
| Tourmont            | 39535      | 39800       | 9,73             | 468 (2012)                        | 48                 |
| Vaux-sur-Poligny    | 39548      | 39800       | 1,26             | 96 (2012)                         | 76                 |
| Villers-les-Bois    | 39570      | 39120 39800 | 10,50            | 204 (2012)                        | 19                 |

### Composition depuis 2015
Le canton de Poligny comprenait quarante-cinq communes à sa création.
À la suite du décret du 5 mars 2020, la commune d'Arlay est entièrement rattachée au canton de Bletterans et celle de Domblans est entièrement rattachée au canton de Poligny. Le canton compte désormais 42 communes entières.
| Nom                             | Code Insee | Intercommunalité                           | Superficie (km2) | Population (dernière pop. légale) | Densité (hab./km2) | Modifier                                    |
| ------------------------------- | ---------- | ------------------------------------------ | ---------------- | --------------------------------- | ------------------ | ------------------------------------------- |
| Poligny (bureau centralisateur) | 39434      | CC Arbois, Poligny, Salins, Cœur du Jura   | 51,48            | 4 089 (2022)                      | 79                 | modifier les données · modifier les données |
| Baume-les-Messieurs             | 39041      | CA Espace communautaire Lons Agglomération | 13,09            | 159 (2022)                        | 12                 | modifier les données · modifier les données |
| Besain                          | 39050      | CC Arbois, Poligny, Salins – Cœur du Jura  | 12,84            | 155 (2022)                        | 12                 | modifier les données · modifier les données |
| Blois-sur-Seille                | 39057      | CC Bresse Haute Seille                     | 5,40             | 101 (2022)                        | 19                 | modifier les données · modifier les données |
| Blye                            | 39058      | CC Terre d'Émeraude Communauté             | 10,76            | 154 (2022)                        | 14                 | modifier les données · modifier les données |
| Bonnefontaine                   | 39065      | CC Bresse Haute Seille                     | 8,80             | 110 (2022)                        | 13                 | modifier les données · modifier les données |
| Briod                           | 39079      | CA Espace communautaire Lons Agglomération | 4,04             | 211 (2022)                        | 52                 | modifier les données · modifier les données |
| Buvilly                         | 39081      | CC Arbois, Poligny, Salins – Cœur du Jura  | 6,00             | 388 (2022)                        | 65                 | modifier les données · modifier les données |
| Chamole                         | 39094      | CC Arbois, Poligny, Salins – Cœur du Jura  | 5,78             | 160 (2022)                        | 28                 | modifier les données · modifier les données |
| Château-Chalon                  | 39114      | CC Bresse Haute Seille                     | 10,17            | 146 (2022)                        | 14                 | modifier les données · modifier les données |
| Châtillon                       | 39122      | CC Terre d'Émeraude Communauté             | 16,77            | 123 (2022)                        | 7,3                | modifier les données · modifier les données |
| Chaussenans                     | 39127      | CC Arbois, Poligny, Salins – Cœur du Jura  | 4,40             | 107 (2022)                        | 24                 | modifier les données · modifier les données |
| Conliège                        | 39164      | CA Espace communautaire Lons Agglomération | 6,05             | 662 (2022)                        | 109                | modifier les données · modifier les données |
| Domblans                        | 39199      | CC Bresse Haute Seille                     | 14,86            | 1 195 (2022)                      | 80                 | modifier les données · modifier les données |
| Fay-en-Montagne                 | 39222      | CC Arbois, Poligny, Salins – Cœur du Jura  | 6,26             | 87 (2022)                         | 14                 | modifier les données · modifier les données |
| Le Fied                         | 39225      | CC Arbois, Poligny, Salins – Cœur du Jura  | 8,39             | 189 (2022)                        | 23                 | modifier les données · modifier les données |
| Frontenay                       | 39244      | CC Bresse Haute Seille                     | 8,13             | 161 (2022)                        | 20                 | modifier les données · modifier les données |
| Hauteroche                      | 39177      | CC Bresse Haute Seille                     | 38,93            | 977 (2022)                        | 25                 | modifier les données · modifier les données |
| Ladoye-sur-Seille               | 39272      | CC Bresse Haute Seille                     | 3,69             | 49 (2022)                         | 13                 | modifier les données · modifier les données |
| Lavigny                         | 39288      | CC Bresse Haute Seille                     | 5,38             | 383 (2022)                        | 71                 | modifier les données · modifier les données |
| Le Louverot                     | 39304      | CC Bresse Haute Seille                     | 1,74             | 232 (2022)                        | 133                | modifier les données · modifier les données |
| La Marre                        | 39317      | CC Bresse Haute Seille                     | 10,63            | 358 (2022)                        | 34                 | modifier les données · modifier les données |
| Menétru-le-Vignoble             | 39321      | CC Bresse Haute Seille                     | 5,88             | 164 (2022)                        | 28                 | modifier les données · modifier les données |
| Molain                          | 39336      | CC Arbois, Poligny, Salins – Cœur du Jura  | 11,50            | 110 (2022)                        | 9,6                | modifier les données · modifier les données |
| Montaigu                        | 39348      | CA Espace communautaire Lons Agglomération | 7,10             | 421 (2022)                        | 59                 | modifier les données · modifier les données |
| Montain                         | 39349      | CC Bresse Haute Seille                     | 2,29             | 484 (2022)                        | 211                | modifier les données · modifier les données |
| Nevy-sur-Seille                 | 39388      | CC Bresse Haute Seille                     | 6,56             | 197 (2022)                        | 30                 | modifier les données · modifier les données |
| Nogna                           | 39390      | CC Terre d'Émeraude Communauté             | 6,11             | 304 (2022)                        | 50                 | modifier les données · modifier les données |
| Pannessières                    | 39404      | CA Espace communautaire Lons Agglomération | 5,35             | 448 (2022)                        | 84                 | modifier les données · modifier les données |
| Perrigny                        | 39411      | CA Espace communautaire Lons Agglomération | 8,89             | 1 535 (2022)                      | 173                | modifier les données · modifier les données |
| Picarreau                       | 39418      | CC Arbois, Poligny, Salins – Cœur du Jura  | 8,96             | 101 (2022)                        | 11                 | modifier les données · modifier les données |
| Le Pin                          | 39421      | CA Espace communautaire Lons Agglomération | 2,82             | 237 (2022)                        | 84                 | modifier les données · modifier les données |
| Plainoiseau                     | 39422      | CC Bresse Haute Seille                     | 5,38             | 509 (2022)                        | 95                 | modifier les données · modifier les données |
| Poids-de-Fiole                  | 39431      | CC Terre d'Émeraude Communauté             | 6,49             | 329 (2022)                        | 51                 | modifier les données · modifier les données |
| Publy                           | 39445      | CA Espace communautaire Lons Agglomération | 15,18            | 276 (2022)                        | 18                 | modifier les données · modifier les données |
| Revigny                         | 39458      | CA Espace communautaire Lons Agglomération | 6,51             | 236 (2022)                        | 36                 | modifier les données · modifier les données |
| Saint-Maur                      | 39492      | CC Terre d'Émeraude Communauté             | 6,50             | 214 (2022)                        | 33                 | modifier les données · modifier les données |
| Verges                          | 39550      | CA Espace communautaire Lons Agglomération | 6,16             | 197 (2022)                        | 32                 | modifier les données · modifier les données |
| Le Vernois                      | 39553      | CC Bresse Haute Seille                     | 1,08             | 291 (2022)                        | 269                | modifier les données · modifier les données |
| Vevy                            | 39558      | CA Espace communautaire Lons Agglomération | 9,62             | 302 (2022)                        | 31                 | modifier les données · modifier les données |
| Voiteur                         | 39582      | CC Bresse Haute Seille                     | 9,42             | 784 (2022)                        | 83                 | modifier les données · modifier les données |
| Canton de Poligny               | 3912       |                                            | 385,39           | 17 335 (2022)                     | 45                 | modifier les données                        |

## Démographie

### Démographie avant 2015
| 1962  | 1968  | 1975  | 1982  | 1990  | 1999  | 2006  | 2011  | 2012  |
| ----- | ----- | ----- | ----- | ----- | ----- | ----- | ----- | ----- |
| 9 107 | 8 886 | 8 812 | 9 195 | 9 449 | 9 275 | 9 390 | 9 465 | 9 399 |

### Démographie depuis 2015
En 2022, le canton comptait 17 335 habitants, en évolution de −2,16 % par rapport à 2016 (Jura : −0,81 %, France hors Mayotte : +2,11 %).
| 2013   | 2018   | 2022   |
| ------ | ------ | ------ |
| 17 863 | 17 597 | 17 335 |